# Heerlijkheid Zuidewijn-Capelle
Zuidewijn-Cappel of Zuidewijn-Capelle was een heerlijkheid in het baljuwschap Zuid-Holland. In 1814 is deze opgegaan in de provincie Noord-Brabant. Zuidewijn-Capelle is samen met de ambachtsheerlijkheden Nederveen-Capelle en 's Grevelduin-Capelle opgegaan in het dorp Capelle (N.B.). Aangezien 's Grevelduin-Capelle de belangrijkste was van deze 3 heerlijkheden wordt het dorp Capelle ook wel aangeduid als 's Grevelduin-Capelle. Capelle maakt thans deel uit van de gemeente Waalwijk.
De heerlijkheid voerde als wapen drie St. Andrieskruizen van goud op een blauw veld.